# 욕망의 대지
《욕망의 대지》(영어: The Burning Plain)는 2008년 공개된 미국의 드라마 영화이다.

## 출연진
- 샬리즈 세런
  - 제니퍼 로런스
- 킴 베이싱어
- 조아킹 드알메이다
- 존 코빗
- 로빈 터니
- 브렛 컬런
- 대니 피노
  - JD 파도
- 호세 마리아 야스피크
- 테사 이아
- 레이철 티코틴
- 디에고 J. 토레스

## 기타 제작진
- 공동 제작: 베스 코노
- 배역: 데브라 제인
- 미술: 댄 리
- 세트: 윌 파우, 론 본블롬버그
- 의상: 신디 에번스